# Kabinett Reibnitz II
Das Kabinett Reibnitz II, auch: Kabinett Reibnitz/Hustaedt bildete vom 12. Juli 1920 bis zum 31. Juli 1923 die Landesregierung von Mecklenburg-Strelitz.
Die Regierung wurde am 12. Juli 1920 gebildet. Nach einer erneuten Änderung des Landesgrundgesetzes erhielten die Staatsminister am 2. August 1920 eine gleichgestellte Position. Am 31. Juli 1923 trat das Staatsministerium zurück.
| Amt | Name                                          | Partei |
| --- | --------------------------------------------- | ------ |
| Vorsitzender des Staatsministeriums | Kurt Freiherr von Reibnitz bis 2. August 1920 | SPD    |
| Abteilung I: Abteilung des Innern und Wirtschaftsamt                                                                                                | Kurt Freiherr von Reibnitz                    | SPD    |
| Abteilung II: Abteilung für Finanzen, Domänen, Forsten und Bauten, Justiz, Kultus, Unterrichts- und Medizinalangelegenheiten sowie das Siedlungsamt | Roderich Hustaedt                             | DDP    |